# Atiaia consobrina
Espèce

Atiaia consobrina est une espèce d'insectes coléoptères de la famille des Cerambycidae, sous-famille des Cerambycinae et de la tribu des Cerambycini.

## Répartition
- Brésil, Guyane, Guyana,  Surinam, Venezuela[1].

## Systématique
L'espèce Atiaia consobrina a été décrite par l'entomologiste britannique Charles Joseph Gahan en 1892.

### Synonymie
- Hammaticherus consobrinus Gahan, 1892 Protonyme
- Hammatichaerus consobrinus (Gounelle, 1906)
- Hamaticherus consobrinus (Aurivillius, 1912)
- Brasilianus consobrinus (Blackwelder, 1946)

### Articles liès
- Atiaia
- Liste des Cerambycinae de Guyane
- Galerie des Cerambycidae